# هاکوب ماناندیان
هاکوب هامازاسپی ماناندیان (ارمنی: Հակոբ Համազասպի Մանանդյան؛ ۱۰ نوامبر ۱۸۷۳ (n. s.) – ۴ فوریهٔ ۱۹۵۲) یک دانشمند در زمینه تاریخ اهل ارمنستان که از تاریخ ۱۹۵۷ تا تاریخ ۱۹۶۱ ریاست دانشگاه دولتی ایروان را برعهده داشت. وی از سال ۱۹۴۳ عضو فرهنگستان ملی علوم ارمنستان بود.

## زندگی‌نامه
در ۱۰ نوامبر ۱۸۷۳ (N. S.) در آخالتسیخه به دنیا آمد و از  دانشکده علوم الهی گئورگیان، مدرسه نرسیسیان، دانشگاه دولتی باکو، دانشگاه دولتی ایروان فارغ‌التحصیل شد. وی همچنین برنده نشان پرچم سرخ کار و دانشمند شایسته ارمنستان شوروی شده‌است. وی در ۴ فوریهٔ ۱۹۵۲ در سن ۷۸ سالگی در ایروان درگذشت و در	پانتئون کومیتاس به خاک سپرده شد.